# Alain Bombard
Pour les articles homonymes, voir Bombard.
Alain Bombard est un docteur en biologie humaine, né le 27 octobre 1924 à Paris 5e et mort le 19 juillet 2005 à Toulon. Sa spécialité de médecin est la biologie, il est plus orienté vers la recherche appliquée que vers le soin direct auprès des patients. Il est connu pour sa traversée en solitaire de l'océan Atlantique à bord d'un canot pneumatique, d'une durée de 65 jours, en 1952. Son expérience lui a permis d'énoncer différentes règles de survie en mer, qui ont fait l'objet de vives critiques. Il a été fait Gloire du sport. De son vivant, son patronyme est devenu un nom commun, le « Bombard » désignant un canot pneumatique de survie auto-gonflable et insubmersible qui équipe les navires du monde entier. De nombreux naufragés, dans le monde entier, doivent leur survie à la démonstration d'Alain Bombard, « membre éminent du club très fermé, et restreint, de ces explorateurs utiles du siècle dernier ». Il s'est également engagé en politique, brièvement secrétaire d'État à l'environnement dans le premier gouvernement Mauroy durant un mois en 1981 puis député européen de 1981 à 1994.

## Études
Fils de Gaston Bombard, ingénieur, et de Marie Stodel, il reçoit une éducation protestante. Il étudie au lycée Henri-IV, à l'École alsacienne à Paris, au lycée de Saint-Brieuc et à la faculté de médecine d'Amiens, puis de Paris, où il est diplômé en médecine.
Alain Bombard découvre la mer pendant des vacances d'hiver en Bretagne, où il apprend la pratique de la voile dans la baie de l'Arcouest, surnommée dans la presse « Sorbonne-plage » car, dans l'entre-deux guerres, elle compte parmi ses habitués de nombreux universitaires, tels Marie Curie ou Jean Perrin, le jeune Bombard ayant pour moniteur de voile Frédéric Joliot-Curie. Ses études de médecine achevées, il peut s'installer comme interne à Boulogne-sur-Mer de 1949 à 1951. Il raconte dans Naufragé volontaire qu'un jour de printemps 1951 on lui amène les corps de 43 marins morts dans le naufrage de leur chalutier nommé Notre-Dame de Peyragues, et que dès lors le cours de sa vie change. En effet, il décide à la suite de ce drame de trouver des solutions pour augmenter les chances de survie en cas de naufrage et réduire le nombre des « 50 000 personnes qui meurent par an dans des bateaux de sauvetage » (sur 200 000 décès annuels en mer). Cet événement déclencheur qu'il raconte n'a en fait jamais eu lieu. En revanche, les Archives nationales mentionnent le naufrage du chalutier Notre-Dame de Peyragudes le 4 décembre 1950, faisant dix morts pour six survivants.
Il commence par s'intéresser à la résistance à la faim, la soif et à la fatigue en 1951. Pour cela, il traverse la Manche à la nage enduit de graisse pour éviter l'hypothermie. En panne de moteur sur un Zodiac, il raconte avoir dérivé trois jours au large de Boulogne avec juste pour manger une plaquette de beurre, ayant évité la déshydratation en avalant de petites quantités d'eau de mer. Il quitte l’hôpital de Boulogne et, grâce à un mécène qui lui offre une bourse d'études, il obtient un poste de chercheur disposant d’un laboratoire à l'Institut océanographique de Monaco, où il réunit et étudie une vaste bibliographie sur les naufrages, les techniques de pêche, les vents, analysant la composition de l'eau ainsi que le comportement des naufragés, étudiant de plus près les canots gonflables. Il est persuadé que l'on peut survivre après un naufrage, avec un minimum de nourriture (en filtrant notamment le plancton, riche en vitamine C, pour combattre le scorbut) et surtout d'eau, qu'elle vienne de la pluie, des poissons (en les pressant) ou d'eau de mer. Il ne lui reste maintenant plus qu'à prouver qu'il a raison, en en faisant la démonstration sur lui-même.

## À bord deL'Hérétique
S'étant spécialisé dans les questions de survie en mer il obtient l'autorisation du secrétaire d'État à la Marine de naviguer en haute mer, et part donc de la principauté de Monaco le 25 mai 1952 avec un marin anglais de rencontre, Jack Palmer, à bord d'un canot pneumatique : L'Hérétique, un Zodiac Mark III de 4,65 mètres de long, bâché, gréé d'une voile d'Optimist et avec de rares équipements, dont un sextant, un filet à plancton, des cartes et quelques livres. Après 18 jours d'errance, ils touchent terre aux îles Baléares puis se font remorquer à Tanger, mais ses détracteurs s'en donnent à cœur joie : comme ils n'avaient pêché que deux mérous, un cargo a dû se dérouter pour fournir un ravitaillement d'urgence aux deux marins écœurés du plancton. Après un aller-retour à Paris où il en profite pour voir sa fille qui vient de naître (il vient de se marier en secondes noces le 15 juillet 1952 avec Ginette Brunon, avec qui il aura cinq enfants) et pour convaincre ses mécènes et commanditaires hésitants, il repart à Tanger où L'Hérétique est convoyé en cargo. Palmer ayant décidé d'abandonner, alors que ce bourlingueur est le seul à savoir faire le point avec le sextant, Bombard reprend seul la mer le 13 août 1952, faisant escale à Casablanca et à Las Palmas, qu'il quitte le 19 octobre pour la grande traversée. Bientôt il se retrouve sans rien à l'horizon, au bon vouloir du vent et des courants. Les premiers jours, il se nourrit comme prévu : eau de mer et jus de poissons. Mais il devra attendre trois semaines pour voir la pluie. Petit à petit, la peur de la mort (il rédige son testament le 6 décembre 1952), les diarrhées et la perte de poids l'affaiblissent. La mer se déchaîne et l'oblige à écoper sans arrêt et toujours avec les moyens du bord : sa chaussure ou son chapeau. Il a la chance de croiser le cargo l'Arakaka à qui il fait signe. Le capitaine l'embarque à bord, corrige son erreur de navigation de 600 milles et lui donne un repas, « un œuf sur le plat, un très petit morceau de foie de veau, une cuillerée de choux et deux ou trois fruits », mais il refuse d'abandonner car ce serait donner raison à tous ses détracteurs. Les dernières semaines seront très dures mais il finira par toucher terre à la Barbade le 23 décembre 1952 après 65 jours de mer. Il est dans un état de santé déplorable : souffrant d'anémie et ayant perdu 25 kilos, il doit être hospitalisé.
De retour en France, il est attendu par de nombreux journalistes et sa popularité augmente, bien que certains doutent et le soupçonnent d'avoir triché. Avec le récit de cette aventure, Naufragé volontaire, publié en 1953, il acquiert une renommée mondiale. Il s'installe à Amiens où il demeure une vingtaine d'années.
Selon sa formule, il voulait prouver que les « naufragés meurent de désespoir », non de faim ou de soif (voir la Méduse). De plus, son aventure rendra évidents de nombreux points pratiques pour faciliter la survie des naufragés ; c'est « la victoire du mou contre le dur » (les canots pneumatiques contre les chaloupes traditionnelles). Il donne des conférences (Connaissance du Monde), explique et met toute son énergie pour convaincre. Aujourd'hui c'est chose faite, les dérivés du Zodiac de survie sont obligatoires sur les bateaux. Jusqu'à sa mort, Bombard reçut des lettres de naufragés qui avaient survécu grâce à son expérience.
Après avoir rencontré Alain Bombard à Tanger en 1952, le médecin, navigateur et céiste allemand Hannes Lindemann effectua en 1955 une traversée de l'Atlantique en solitaire en pirogue. Il réitéra cet exploit en 1956 avec un kayak. Dans son livre paru en 1958 Alone at the sea, Lindemann raconte ses traversées et conclut aux effets néfastes de la consommation d'eau de mer. Lindemann estime donc, sans en apporter la preuve, que Bombard avait embarqué une réserve d'eau à bord de l'Hérétique, et qu'il devait avoir été ravitaillé secrètement en pleine mer. Dans un article paru en 2006 dans Der Spiegel, le journaliste Ulli Kulke indique que l'Organisation mondiale de la santé a basé ses recommandations de la survie en mer sur ces conclusions : « Lindemann est maintenant la référence, et Bombard — au moins hors de France — oublié ». Les hommages de la presse internationale, lors de sa mort en 2005 montrent que cet oubli est très relatif. Une analyse équilibrée de la polémique et de ses causes a été publiée en 2011 sur le blog Inflatable Kayaks & Packrafts.
Au-delà de son rôle dans la connaissance du naufrage, Bombard s'illustre dans l'écologie et la protection de la mer. En 1963, on le voit notamment se mobiliser au côté de Paul Ricard et d'une quarantaine d'élus provençaux dans l'affaire des « boues rouges » de Cassis. Il s'agissait, pour l'usine Pechiney de Gardanne, de déverser dans la Méditerranée, via un pipeline sous-marin, ses déchets issus du traitement de la bauxite (les « boues rouges ») nécessaires à la fabrication de l'aluminium. La mobilisation échoua, le pipeline fut construit.
Alain Bombard est inhumé au nouveau cimetière de Bandol.

## Thèses de Bombard sur la survie en mer
Dans ses œuvres, Bombard avance deux importantes thèses concernant la survie humaine en mer.
Premièrement, il prouve, par son expérience dans l'océan Atlantique, qu'il est possible à un naufragé de survivre pendant un certain temps en mer sans eau potable ni provisions.
Deuxièmement, il estime que l'une des principales causes de décès de naufragés n'est pas la faim ou la soif, mais la terreur et le désespoir. Il fonde sa thèse sur les naufrages tels que celui du Titanic où certaines personnes sont mortes ou sont devenues folles alors qu'elles avaient trouvé refuge dans les canots de sauvetage, alors qu'aucun des enfants qui s'étaient retrouvés avec eux n'avait péri, et cela du fait que les enfants sont moins sujets au désespoir et à la panique.
Conformément à ces deux thèses, Bombard donnait quelques conseils pratiques dans son livre Naufragé Volontaire :
- manger : des poissons que l'on arrive à pêcher (à l'aide de fils de pêche) et du plancton (très riche en vitamine C, recueilli au moyen d'un filet) ;
- boire : de l'eau de mer en petites quantités afin de retarder la déshydratation, sans dépasser un litre par jour, tout en buvant de l'eau extraite de poissons pressés (sauf certains poissons, comme les raies, dont le taux de salinité menacerait les reins), et de l'eau de pluie ;
- comment s'occuper : se donner un emploi du temps pour rythmer sa journée, et éviter l'ennui qui favorise le désespoir ;
- se méfier : des espadons (qui risquent de crever l'embarcation), des requins, mais surtout du désespoir (Bombard prenait sa tension chaque jour et la notait sur un carnet : ses minima ne se trouvent pas à la fin du trajet, mais aux moments de désespoir).

Certaines des affirmations de Bombard ont été contestées par Hannes Lindemann, notamment l'idée de pouvoir survivre sans eau douce. Il apparaît toutefois que Bombard a été mal compris en ce qui concerne la possibilité de survie sans eau douce. Bombard n'a jamais soutenu que la survie de l'être humain était possible uniquement en buvant de l'eau de mer. Au contraire, il indique que l'eau de mer en petites quantités peut prolonger la survie si elle est accompagnée, à défaut d'eau de pluie, de l'absorption des liquides présents dans le corps des poissons. Cette question fait toujours débat.

## Le «drame d'Étel»
Dans les années 1950, des décrets ministériels rendent obligatoire la présence de radeaux pneumatiques à bord des navires de commerce et de tous les bateaux de pêche de plus de 25 tonneaux. L’Angevinière, entreprise créée en 1937 et dont l’activité principale est la transformation des matériaux souples, en particulier le caoutchouc, s'assure la collaboration d'Alain Bombard pour développer des radeaux de sauvetage pneumatiques à gonflage instantané qui seront appelés des « Bombards » en 1972. C'est dans un contexte concurrentiel (l’Angevinière-Bombard, qui devient leader sur le marché des radeaux de sauvetage pneumatiques[Selon qui ?], Zodiac, Kléber-Colombes, etc.) qu'Alain Bombard, conseiller technique et « représentant » de l’Angevinière, organise les expérimentations sur des sites de passage difficiles.
Afin de tester un nouveau radeau pneumatique qu'il juge meilleur que les traditionnelles chaloupes de sauvetage en bois, Alain Bombard, en compagnie de six volontaires, tente le 3 octobre 1958 de franchir à bord de son embarcation, sur les rives de la commune d'Étel (Morbihan), la « barre d'Étel », grande lame à l'embouchure de la ria formée par la conjonction de la marée descendante, d'un banc de sable et de la houle par fort vent du large. Le maire d'Étel, Alfred Morvan, se montre inquiet du gros temps sur la barre qui est alors « en croix », donc interdite de navigation ; mais Bombard veut justement faire l'essai dans de mauvaises conditions météorologiques. Le radeau pneumatique Bombard est largué à onze heures par le remorqueur Ville d’Étel. Ses sept occupants, tous munis de gilets de sauvetage, sont rapidement éjectés du radeau par un rouleau. Le bateau de sauvetage local Vice Amiral Schwerer II se porte à son secours, mais un orin (une haussière, ou l’ancre flottante du canot) se prend dans son hélice et la bloque, mettant le canot en travers des brisants. Le Vice Amiral Schwerer II chavire sous l'effet d'un autre rouleau. Le remorqueur Ville d’Étel, présent sur zone, récupère quatre hommes réfugiés sur la coque du canot retourné. Le bilan est de neuf morts (dont huit Ételois), quatre occupants du radeau de Bombard et cinq marins sauveteurs,.
Une information contre X pour homicide involontaire est ouverte par le procureur de Lorient. L'enquête maritime diligentée par l'amiral André Jubelin, préfet maritime de Brest, dédouane Bombard : elle établit que les marins du Vice Amiral Schwerer II étaient allés plusieurs fois se « réchauffer » au café du port avant de mettre à l'eau leur canot. De plus, les grilles de sécurité de l'hélice n'avaient pas été mises en place. Cependant, une polémique nationale est née sur la responsabilité d'Alain Bombard, et les Ételois lui conseillèrent de ne plus revenir dans leur région.

## Rôle politique
À la suite du drame d'Étel, Bombard entre dans une phase de dépression et tente de se suicider en 1963. Il a de gros soucis financiers, doit de l'argent à ses créanciers, et est contraint de vendre aux enchères en 1965 ses deux bateaux La Coryphène et Le capitaine Cap, pour des sommes dérisoires. Sa rencontre avec Paul Ricard, qui finance un « Observatoire de la Mer » en Méditerranée (à travers la fondation océanographique Ricard), lui permet de rebondir. De 1967 à 1985, il est délégué général du laboratoire de biologie marine de cet Observatoire de la mer. Il se lance par la suite en politique.
En 1975, un an après son adhésion, il est nommé conseiller à l'environnement au Parti socialiste français.
Il est conseiller général du canton de Six-Fours-les-Plages de 1979 à 1985.
Il est secrétaire d'État auprès du ministre de l'Environnement dans le premier gouvernement de Pierre Mauroy (22 mai - 23 juin 1981). Il quitte le gouvernement à la suite de déclarations sur la chasse à courre qu'il souhaitait abolir. Il est également député européen (liste Majorité de progrès pour l’Europe) de 1981 à 1994.

## Personnalité
La personnalité d'Alain Bombard peut expliquer en partie les critiques formulées contre lui : personnage refusant les usages, ayant une famille qui a rompu avec ce fils brillant mais déroutant, marié à 19 ans, père de deux enfants, à la vie familiale pas très conventionnelle, excellent conteur mais aussi « cabot invétéré », aimant attirer l'attention. Une personne l'ayant connu à l'époque de sa présence à Boulogne-sur-Mer brosse de lui le portrait suivant :

« Un garçon charmant qui aimait séduire. Je ne sais pas s'il faisait médecine par vocation mais il était plutôt doué. À l'hôpital, tout le monde le connaissait. Il aimait raconter des histoires, parler de sa traversée de la Manche… Bombard aimait la musique. Il était capable de mettre une pantoufle avec une chaussure. C'était un original qui laissait parfois les gens perplexes tellement il se noyait dans les longues histoires. »

Il avait envisagé un moment de faire carrière dans la musique, et ce serait le compositeur Igor Stravinsky, son ami, qui l'en aurait dissuadé.
Néanmoins, toute sa vie reflète la place essentielle tenue par la mer dans son existence.

## Postérité
Il est évoqué dans le 241e des 480 souvenirs cités par Georges Perec dans Je me souviens (1978)[réf. souhaitée].
Son nom est cité dans l'album Coke en stock des aventures de Tintin.
En mars 1964, il est l'un des candidats de L'Homme du XXe siècle, un jeu télévisé basé sur l'érudition présenté par Pierre Sabbagh, diffusé sur la RTF.
Le conte musical L'Opéra Plouf de Pol-Serge Kakon rend hommage au docteur Bombard ainsi qu'à son expérience du « naufragé volontaire » en lui destinant une piste toute empreinte d'humour (un bref dialogue entre le docteur, alors perdu en mer, et une daurade amoureuse de lui).
Frédéric Dard lui rend hommage dans Du Sable dans la Vaseline, San-Antonio 171.

## Publications
- Naufragé volontaire, Éditions de Paris, Paris, 1953, 324 p. photos noir et blanc, carte hors-texte aussi Le Livre de poche no 368.
- Histoire du naufragé volontaire, Éditions de Paris, 1953, illustrations de Samivel, 60 p. (Livre pour enfants)
- Rapport technique de l’expérience de survie prolongée en mer à bord de l’Hérétique en 1952, Paris, 1954.
- Naufragé volontaire, illustrations de Jean Reschofsky, Bibliothèque verte, 1964, 255 p.
- La Dernière Exploration (voyage dans un monde qui se meurt), Elo, 1974, 204 p.
- Les Grands Navigateurs, Presses de la Cité, 1976, 267 p.
- Alain Bombard raconte la mer, Paris, B.L.T., 1978, 96 p.
- Au-delà de l'horizon, Presses de la Cité - TF1, 1978, 214 p.
- La Mer et l'Homme, Fayard, 1980, 262 p.
- Protégeons la mer, Nathan, Paris, 1980, 88 p.
- Testament pour l'océan, Éditions l'ancre de Marine, 2001, 233 p.

## Télévision et cinéma
- Au-delà de l'Horizon, TF1, 1977 (biographie de 13 grands navigateurs ; le livre Les Grands Navigateurs en est inspiré).
- Alain Bombard, le naufragé volontaire, court métrage documentaire de Didier Nion (2012)
- Naufragé volontaire, long métrage de Didier Nion sorti en 2017

## Décorations
- Officier de la Légion d'honneur[28]
- Officier de l'ordre du Mérite maritime
  - chevalier en 1954[29]
- (1953) Médaille de l'éducation physique et des sports[30]